# Parc Clichy-Batignolles-Martin-Luther-King

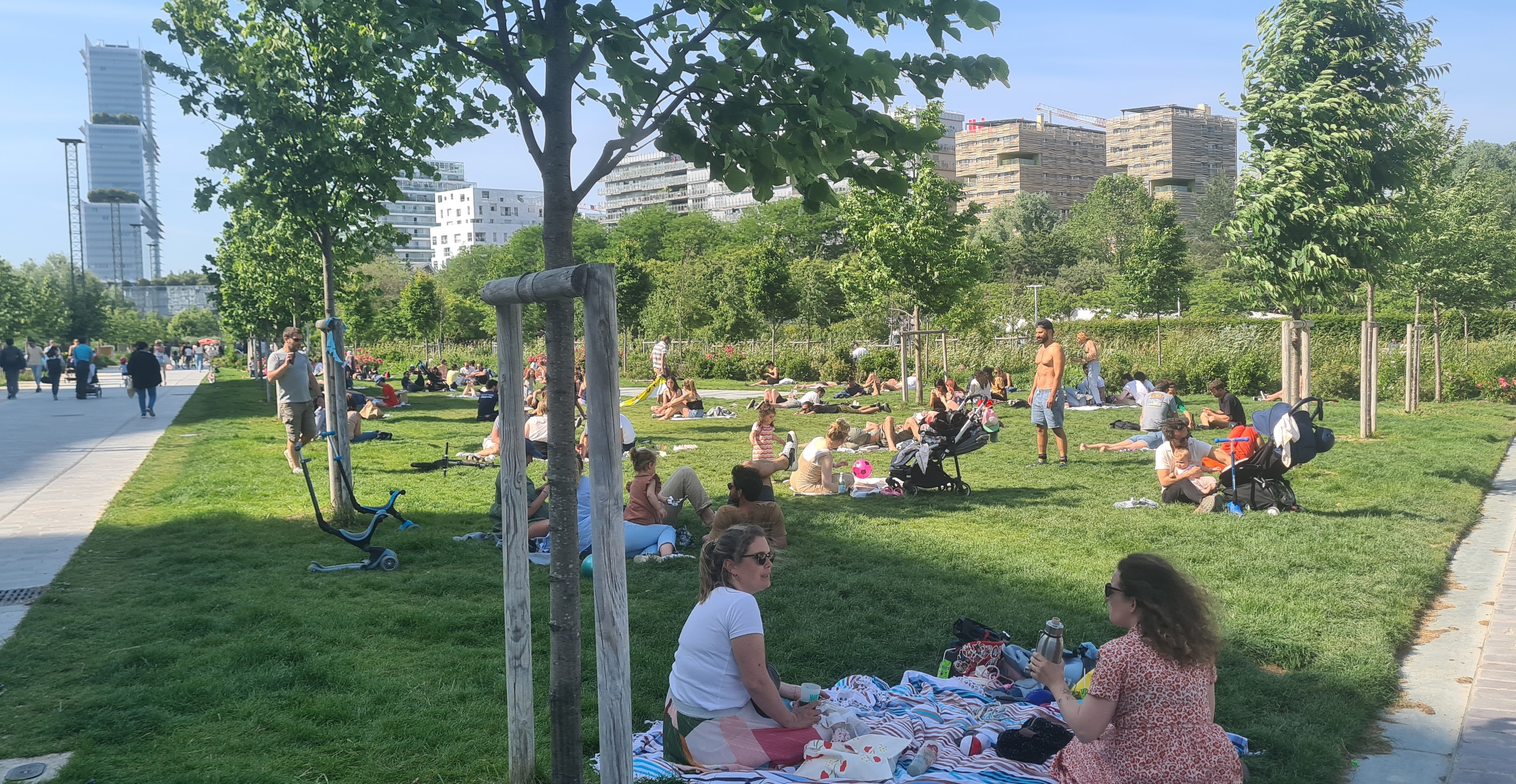
Parc Martin-Luther-King

Het Parc Clichy-Batignolles-Martin-Luther-King is een openbaar park van tien hectare in het 17e arrondissement van Parijs. Het park bevindt zich tussen de rue Cardinet en de boulevard Berthier, tussen hoogbouw, en werd geopend in 2007. Het werd genoemd naar de wijk, quartier Batignolles, waar het gelegen is, de porte de Clichy en naar Martin Luther King.
Bois de Boulogne ·
Bois de Vincennes ·
Coulée verte René-Dumont ·
Le Jardin d'acclimatation ·
Jardin Atlantique ·
Jardin du Bassin de l'Arsenal ·
Jardin du Champ-de-Mars ·
Jardin du Luxembourg ·
Jardin des Tuileries ·
Jardins des Champs-Élysées ·
Jardins des Halles ·
Jardins du Palais-Royal ·
Jardin des Plantes ·
Jardin des serres d'Auteuil ·
Parc André Citroën ·
Parc de Bagatelle ·
Parc de Belleville ·
Parc de Bercy ·
Parc de Boulogne ·
Parc des Buttes-Chaumont ·
Parc floral de Paris ·
Parc Georges Brassens ·
Parc Monceau ·
Parc Montsouris ·
Parc de la Villette ·
Cité universitaire
Zie ook: Lijst van bezienswaardigheden in Parijs